# Semmelrock International
 (mai 2021).
Semmelrock International GmbH est un fournisseur autrichien de pavés, dalles et clôtures.

## Histoire
Les origines de la société Semmelrock remontent à 1958, lorsque le fondateur, Wolfgang Semmelrock, fonda sa propre usine de cubes de béton à Klagenfurt. Un tournant dans l'histoire de la société a été 1996, lorsque le groupe Wienerberger a acquis une participation de 75% dans la société et a en même temps commencé son expansion sur le marché de l'Europe du Sud-Est.

## Spécialisation
Semmelrock a commencé son activité avec la production de pavés, tandis que son offre comprend également des carreaux de terrasse et de façade, des carreaux de porcelaine AirPave ainsi que des éléments d'architecture de petit jardin et des éléments de finition tels que des bandes et des marches.

## Production
Semmelrock est détenu à 100% par le groupe Wienerberger et opère dans 7 pays avec 14 usines de production (en Hongrie, Slovaquie, République tchèque, Pologne, Roumanie, Croatie et Bulgarie) et 5 bureaux de vente sur les marchés d'exportation (Slovénie, Serbie, Bosnie-et-Herzégovine, Monténégro et Macédoine). L'entreprise emploie environ 900 personnes.